# Ахманка
Ахма́нка (устар. Салаирка) — река в России, протекает по Тюменской области. Устье реки находится в 246 км от устья реки Туры по левому берегу. Длина реки составляет 53 км, площадь водосборного бассейна — 697 км².
В 13 км от устья по левому берегу впадает река Бухталка.

## Название
На старых картах река называется Салаирка, при впадении её в Туру располагалось татарское селение Салаирские юрты и чуть выше — русская деревня Салаирская. Предположительно, это название происходит от татарского сай — «галька, высохшее русло», и айр «маленькая речка». Название Ахманка происходит от татарского имени Акман. В верхнем течении недалеко от истока Салаирки находится озеро Ахманское, а на берегу реки на старых картах показано селение Ахманские юрты.

## Данные водного реестра
По данным государственного водного реестра России относится к Иртышскому бассейновому округу, водохозяйственный участок реки — Тура от впадения реки Тагил и до устья, без рек Тагил, Ница и Пышма, речной подбассейн реки — Тобол. Речной бассейн реки — Иртыш.
Код объекта в государственном водном реестре — 14010502312111200007548.